# László Molnár
László Molnár (Nagykőrös, 1º maggio 1921 – Káld, 7 agosto 1944) è stato un militare e aviatore ungherese,  asso dell'aviazione da caccia nel corso della seconda guerra mondiale abbattendo individualmente 25 aerei nemici nel corso di 132 missioni.

## Biografia

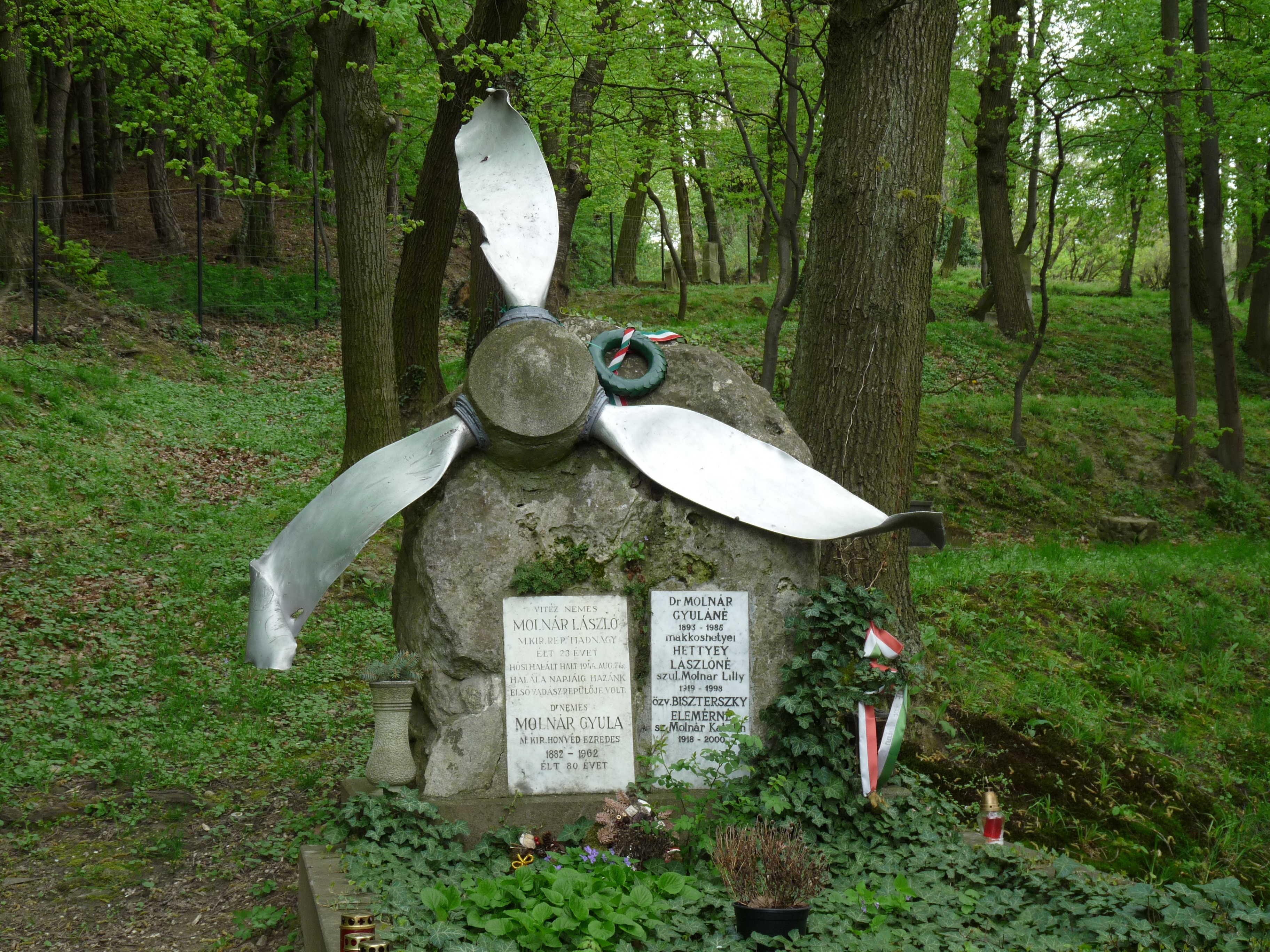
Tomba de tenente László Molnár nel cimitero di Sopron.

Nacque il 1 maggio 1921 a Nagykőrös, figlio del colonnello Gyula e di Józsa Lange. Dopo aver conseguito il diploma di scuola superiore nel 1939, dapprima frequentando il Liceo "István Széchenyi" per due anni e poi la Rákóczi Honvéd Reáliskola, continuò i suoi studi presso l'Accademia aeronautica Miklós Horthy a Kassa, da dove uscì come pilota militare con il grado di sottotenente il 18 giugno 1942. Fu subito mandato sul fronte orientale in servizio alla 5ª Squadriglia del 1º Stormo Caccia, equipaggiata con i Messerschmitt Bf 109F, allora al comando di suo cugino György Újszászy. Dopo l'addestramento al pilotaggio del caccia tedesco eseguì la sua prima missione di combattimento il 16 agosto 1943. Il quello stesso giorno, durante la sua seconda missione, conseguì la sua prima vittoria aerea abbattendo un cacciabombardiere Ilyushin Il-2. Trasferito alla 2ª squadriglia di base a Varvasovka, nell'estate del 1943 partecipò alle operazioni aeree nel corso della battaglia di Kursk. Il 7 ottobre abbatté 3 aerei nemici nello stesso giorno. Il 2 novembre 1943, durante una missione di attacco a bassa quota, il suo aereo fu colpito dal fuoco della contraerea sovietica e si ferì alla testa, ma ritornò a combattere nel giro di poche settimane.
Entro la fine di quell'anno aveva conseguito 8 vittorie, dimostrando che la sua squadra di meccanici non gli ha aveva dato il soprannome di "Oroszlán" per niente. Successivamente ricevette un altro soprannome, "Paszulyos" dopo essere atterrato con successo con il suo aereo, che aveva esaurito il carburante, su un campo di fagioli vicino all'aeroporto dopo essere tornato da una missione.
Il giorno 8 gennaio 1944, durante la sua 68ª missione abbatté 4 aerei, 3 cacciabombardieri Ilyushin Il-2 e un caccia Lavochkin La-5, venendo decorato con la Croce di Ferro. Pochi giorni dopo distrusse due aerei nemici nello stesso giorno. Tornò in Ungheria dal fronte orientale il 18 marzo 1944 con 113 missioni di combattimento e 18 vittorie aeree confermate, prestando quindi un breve servizio come istruttore per i velivoli da caccia. Il 13 aprile gli aerei combattimento americani attaccarono l'aeroporto, e tre istruttori, tra cui lui, decollarono con i Reggiane Re.2000 Héja ed entrarono in combattimento, ma non riuscirono ad abbatterne nessuno dei velivoli attaccanti. Il 24 maggio fu inviato in Germania per completare un corso di formazione come comandante di unità.
Il 1º maggio 1944 fu costituito il 101. Puma vadászrepülő osztály e fu assegnato al 101/3. Squadron "Drótkefe". Il suo primo combattimento contro gli americani fu il 14 giugno 1944, quando 500 tra bombardieri Boeing B-17 Flying Fortress e Consolidated B-24 Liberator, fortemente scortati da caccia North American P-51 Mustang e Lockheed P-38 Lightning, apparvero sui cieli dell'Ungheria venendo intercettati da 32 caccia ungheresi e tra gli 80 e i 100 caccia tedeschi. In quello stesso giorno abbatté un caccia Lockheed P-38 Lightning. Il 7 luglio abbatté due bombardieri Consolidated B-24 Liberator, il 26 luglio un altro caccia P-38 Lightning, il 27 luglio un o e il 30 luglio altri due bombardieri B-24 Liberator.
La sua ultima missione di combattimento avvenne il 7 agosto 1944. Quel giorno 18 caccia ungheresi decollarono per scortare 12 Messerschmitt Bf 109G-6/R-6 tedeschi dello I/JG 302, armati ognuno con 3 cannoni da 30 mm che dovevano intercettare una formazione composta da 357 bombardieri e 141 caccia americani. Il controllo della missione quel giorno operò in modo non professionale. Mentre volavano a 8.000 metri sopra il fiume Rába gli aerei tedeschi erano bersagli perfetti per i North American P-51 Mustang americani.
Egli cercò di avvertire i tedeschi ma il suo aereo fu gravemente danneggiato da un P-51 Mustang e dovette cercare di allontanarsi dal combattimento. Dopo aver eseguito una picchiata il Bf 109G-6 fu sorpreso a bassa quota da un P-51 Mustang e abbattuto. Riuscì a lasciare il suo aereo e aprì il suo paracadute, ma mentre scendeva lo stesso P-51 Mustang fece fuoco e lo uccise prima che potesse toccare terra. Quel giorno anche il guardiamarina János Nyemecz fu ucciso dai piloti americani mentre era appeso a un paracadute. Sia l'aereo di László Molnár, che quel giorno volava sull'esemplare V.8+48 “Erzsébet”, sia il suo cadavere toccarono terra nella foresta di Farkas, a Káld. Il suo aereo è stato ritrovato quel giorno, ma il suo corpo è stato recuperato alcuni giorni dopo, quando anche dei civili aiutarono nelle ricerche.
In 132 missioni di combattimento aveva ottenuto 25 vittorie aeree confermate. Il governo ungherese dichiarò ufficialmente che era morto da eroe, e lo promosso postumo al rango di tenente e insignito nel contempo della medaglia al valor militare in oro.

### Annotazioni
1. ↑  Quel giorno 366 tra B-17 e B-24 attaccarono Budapest mentre altri 24 B-24 bombardarono la stazione ferroviaria di Pécs sotto forte scorta di P-38 e P-51.

### Fonti
1. 1 2 3 4 5 6 7 8 9 10 11  Ciel de Gloire.
2. 1 2  Punka 2002, p. 54.
3. 1 2 3 4 5 6 7 8 9 10 11 12 13 14 15 16  Tortenelemutravalo.
4. 1 2 3  Punka 2002, p. 28.
5. ↑  Punka 2002, p. 56.
6. ↑  Punka 2002, p. 57.
7. ↑  Punka 2002, p. 55.
8. ↑  Punka 2002, p. 85.